# Initiation (Égypte antique)
Pour les articles homonymes, voir Initiation (homonymie).
L’initiation en Égypte antique est un sujet controversé qui oppose le milieu universitaire des égyptologues aux milieux ésotériques et pseudo-scientifiques des égyptosophes. Pour les premiers, l'initiation en tant que cérémoniels visant à introduire un myste dans une communauté spirituelle n'a pas existé durant l'époque pharaonique. Pour les seconds, il s'agit d'une réalité manifeste. Leurs arguments ne s'appuient toutefois que sur des attestations tardives remontant à l'époque gréco-romaine où, dans le cadre des cultes isiaques, s'est opéré un syncrétisme entre les cérémoniels initiatiques grecs et les rituels osiriens destinés à commémorer le martyre d'Osiris. En l'état actuel des connaissances scientifiques, l'initiation en Égypte se résume à quelques dialogues ésotérique entre un défunt et une divinité gardienne (passeur récalcitrant devant une barque et Anubis devant le Tribunal d'Osiris). Ces dialogues, sans doute inspiré des pratiques  des guildes ouvrières figurent dans les corpus funéraires des Textes des pyramides et du Livre des Morts. Une voie médiane est proposée par l'égyptologue allemand Jan Assmann qui n'exclut pas que les Anciens Égyptiens se soient préparé, de leur vivant, à la mort. Pour ce faire, ils auraient bien pu s'initier à la géographie de l'au-delà en descendant, lors de cérémonies religieuses, dans des cryptes décorées de textes et de symboles mystiques relatifs aux voyages nocturnes de la barque solaire.

## Lucius l'initié

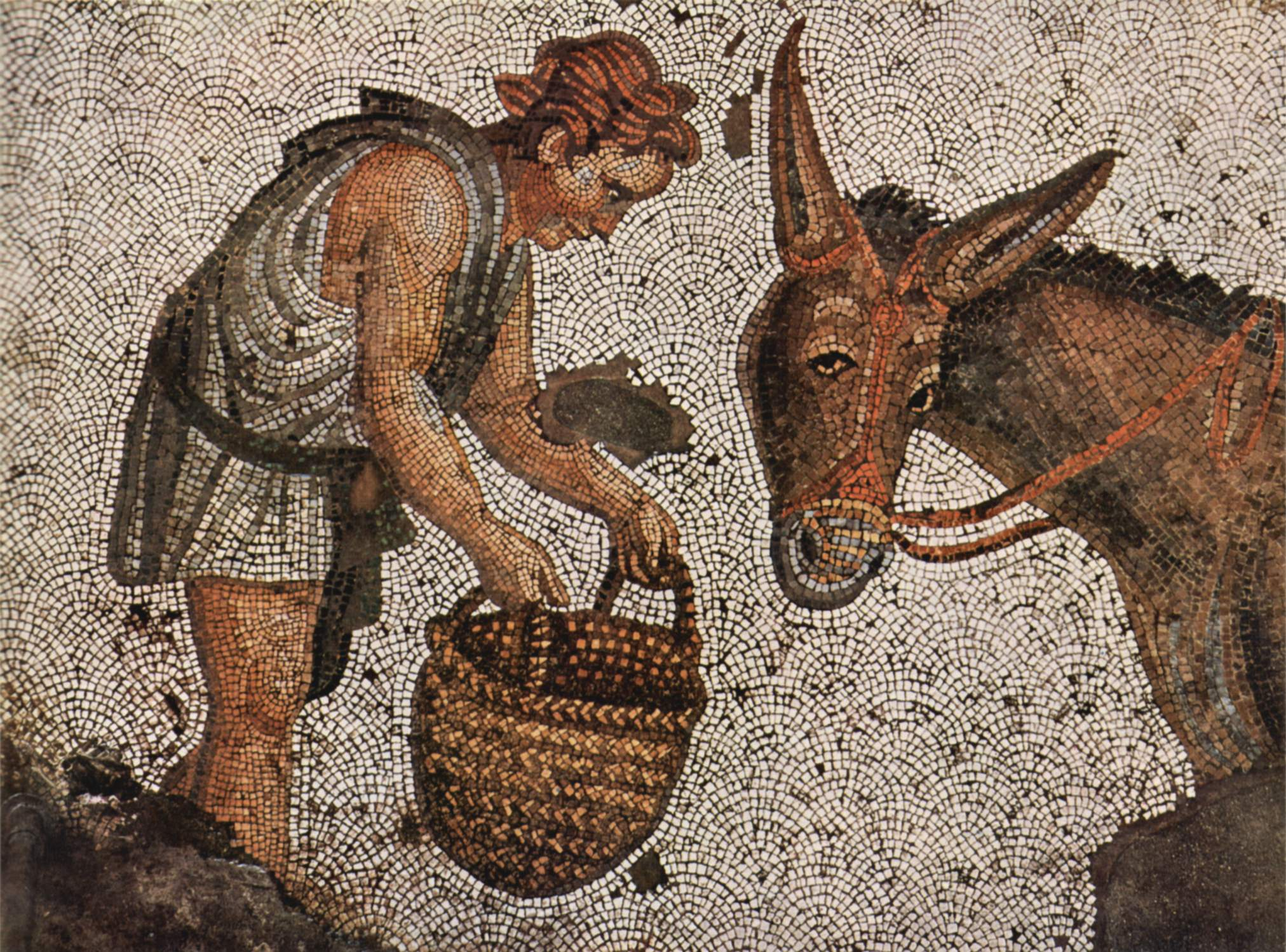
Mosaïque byzantine.

Les textes égyptiens ne disent rien d'une cérémonie initiatique permettant à un nouveau prêtre d'accéder aux mystères du temple. Il faut attendre le IIe siècle sous le règne de l'empereur Hadrien pour rencontrer un texte de ce type. La source n'est pas égyptienne mais le contexte est égyptisant. Il s'agit de l'initiation de Lucius, le personnage principal de L'Âne d'or, un roman rédigé par Apulée de Madaure. La scène se passe, non pas en Égypte mais à Cenchrées près de Corinthe où se trouvait un temple d'Isis. Dans ce contexte grec, il semble que les adeptes hellènes des dieux égyptiens aient réinterprété les rites funéraires nilotiques pour les mettre en scène en une initiation des vivants et non pas en tant qu'enterrement des morts. Après une vie de turpitudes symbolisé par sa métamorphose en âne, Lucius voit en songe la déesse Isis. Touché par le message de rédemption adressée par la mère du monde, l'âne redevient jeune homme après une rencontre avec un officiant isiaque. Sur les conseils du prêtre, Lucius décide de subir les épreuves de l'initiation aux mystères afin d'avoir lui aussi de droit d'officier dans les temples. L'initiation apparaît comme une mort anticipée et une descente aux enfers en vue d'approcher la divinité solaire lors de son union avec Osiris. La mort consentie du myste lui permettra le jour de sa vraie mort d'être ramenée à la vie par Isis après une existence faite de modération et de piété:

« J'ai approché des limites de la mort ; j'ai foulé le seuil de Proserpine, et j'en suis revenu porté à travers les éléments ; en pleine nuit, j'ai vu le soleil briller d'une lumière étincelante ; j'ai approché les dieux d'en-bas et les dieux d'en haut, je les ai vus face à face et les ai adorés de près. (...) Le matin venu, et tous les rites achevés, je parus, ayant sur moi douze robes de consécration (...) Au milieu même de la demeure sacrée, devant l'image de la déesse, une estrade en bois avait été dressée, sur laquelle je fus invité à monter. Debout et revêtu d'une étoffe de fin lin, mais brodée de vives couleurs, j'attirais les regards. (...) Les initiés donnent à ce vêtement le nom de robe olympienne. Je tenais de la main droite une torche allumée, et ma tête était ceinte d'une noble couronne de palmes, dont les feuilles brillantes se projetaient en avant comme des rayons. Ainsi paré à l'image du soleil, on m'expose comme une statue et, des rideaux s'écartant brusquement, c'est un défilé de passants désireux de me voir. Je célébrai ensuite l'heureux jour de ma naissance à la vie religieuse par un repas de fête et de joyeux banquets. (...) »

— Apulée, Métamorphoses, Livre XI (extraits). Traduction de Paul Valette.

## Interprétations grecques

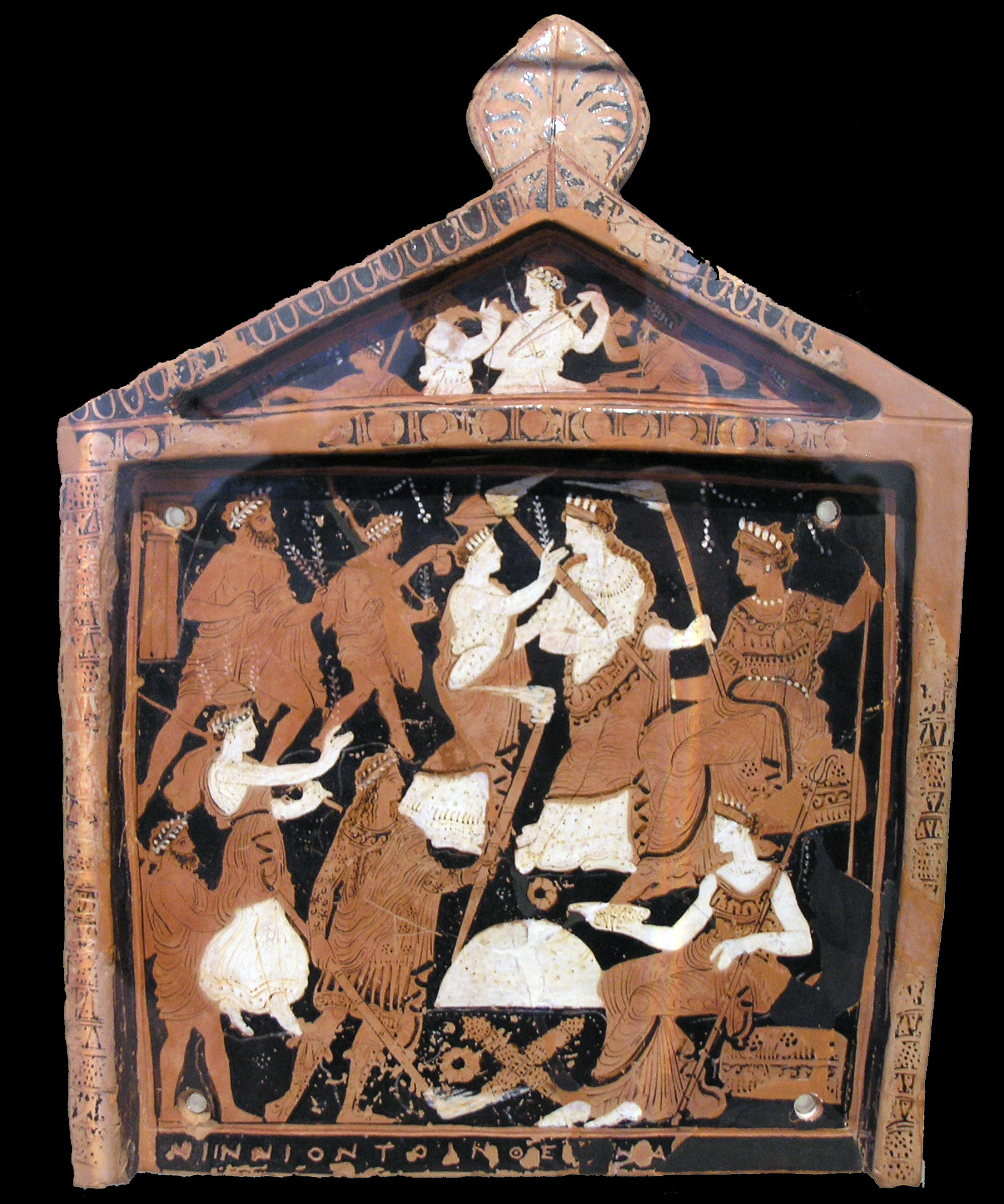
Déméter et Perséphone accueillant une procession des mystères. Plaque votive en terre cuite peinte, milieu du Musée national archéologique d'Athènes.

La question de l'existence, en Égypte antique, de rituels initiatiques en prélude à la découverte de secrets divins est l'un des problèmes les plus controversés de la science égyptologique. Alors que l'idée des « mystères égyptiens » est largement acceptée dans les cercles de l’égyptosophie, cette problématique est largement refusée par les tenants de l'égyptologie académique pour qui le savoir occulte des égyptiens est une invention de Grecs induits en erreur dans leurs interprétations des coutumes religieuses égyptiennes. Cette méprise trouverait son origine dans le rapprochement malheureux des rites annuels égyptiens en l'honneur d'Osiris avec les mystères grecs, tels ceux d'Éleusis. Lors de ces derniers, les jeunes impétrants étaient éprouvés psychologiquement lors de cérémoniels nocturnes avant de recevoir une révélation sur les mythes et les symboles du monde divin.

« On montre aussi à Saïs le sépulcre de celui que je ne me crois pas permis de nommer en cette occasion (= Osiris) ; il est dans l'enceinte sacrée, derrière le temple d'Athéna (= Neith), attenant le mur de ce temple, dont il occupe toute la longueur. Il y a dans la pièce de terre de grands obélisques de pierre ; et, près de ces obélisques, on voit un lac dont les bords sont revêtus de pierre. Ce lac est rond, et, à ce qu'il m'a paru, il n'est pas moins grand que celui de Délos, qu'on appelle Trochoïde (circulaire). La nuit, on représente sur ce lac les accidents arrivés à celui que je n'ai pas cru devoir nommer. Les Égyptiens les appellent des mystères. Quoique j'en aie une très grande connaissance, je me garderai bien de les révéler ; j'en agirai de même à l'égard des initiations de Déméter, que les Grecs appellent Thesmophories, et je n'en parlerai qu'autant que la religion peut le permettre. Les filles de Danaos apportèrent ces mystères d'Égypte, et les enseignèrent aux femmes des Pélasges ; mais, dans la suite, les Doriens ayant chassé les anciens habitants du Péloponnèse, ce culte se perdit, excepté chez les Arcadiens, qui, étant restés dans le Péloponnèse, et n'ayant pu en être chassés, furent les seuls qui le conservèrent. »

— Hérodote, Euterpe, II, 170-171.

## Interrogatoires initiatiques égyptiens

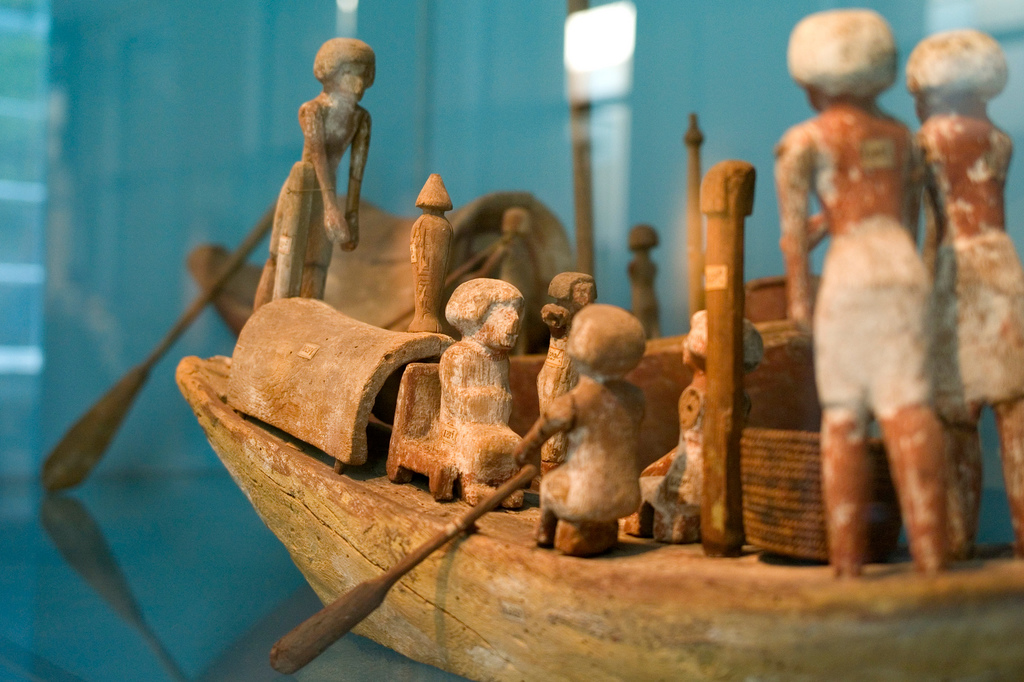
Maquette d'une barque égyptienne

Les modalités égyptiennes de l'accession au savoir religieux restent largement méconnues. Aussi ignore-t-on si la carrière d'un prêtre était ponctuée ou non par des cérémoniels et des épreuves initiatiques. Toutefois, il semble d'après certains passages des Textes des pyramides que l'existence d'interrogatoires initiatiques soit une réalité manifeste de l'Égypte antique dès le XXIVe siècle. Ces sources textuelles se retrouvent ensuite dans le corpus des Textes des sarcophages (chap. 396-405) mais sous des aspects plus disert et développé. Les mêmes textes ont ensuite trouvé leur place dans certains exemplaires du Livre des morts (chap. 98-99). Ces interrogatoires prennent la forme de dialogues où un individu est questionné sur la signification véritable de certains objets dans le mythe et dans le monde des dieux. Désirant traverser un cours d'eau, le questionné doit fournir des renseignements à un passeur récalcitrant. Le voyageur doit dire où il veut aller, exposer ses intentions véritables, dire qui assemble la barque et mettre en relation chaque pièces de l'esquif avec un fait mythologique précis. Ces dialogues rituels trouvent probablement leurs origines dans les cérémoniels d'acceptation d'un apprenti dans le corps des charpentiers navals de l'Ancien Empire. La connaissance du langage symbolique de la guilde par un individu sanctionne son acceptation définitive dans le groupe. Dans la croyance funéraire, ces interrogatoires montrent que le défunt maîtrise le langage secret de l'autre monde. Ses réponses prouvent qu'il est en droit de quitter le monde des vivants pour rejoindre l'éternité divine située symboliquement sur l'autre rive du fleuve.
— « O Celui-qui-voit-derrière-lui, réveille moi Âqen et vite ! Me voilà venu ! »

— « Et pourquoi dois-je réveiller Âqen ? »

— « Afin qu'il m'amène le bac Confection-de-Chnoum du nome d'Héliopolis. »

— « Mais il est en pièces détachées dans le chantier ! »

— « Eh bien ! Prends son bâbord et applique-le à sa poupe, et prends son tribord et applique-le à sa proue ! »

— « Mais il n'a pas ses joncs, il n'a pas ses plantes-shaou, il n'a pas ses khesefou, il n'a pas ses cuirs ! »

— « Ses joncs c'est la bave qui sort de la bouche de Baba. Ses plantes-shaou, c'est la touffe de poils qui est sur la queue de Seth. Ses khesefou, c'est l'écume qui est sur les lèvres de Baba. Et ses cuirs, c'est les mains de la statue ; Horus est celui qui l'a créée, et l'œil d'Horus est celui qui les a conduites. »
— Livre des morts, extrait du chap. 99. Traduction de Paul Barguet.

## Initiation des prêtres égyptiens?

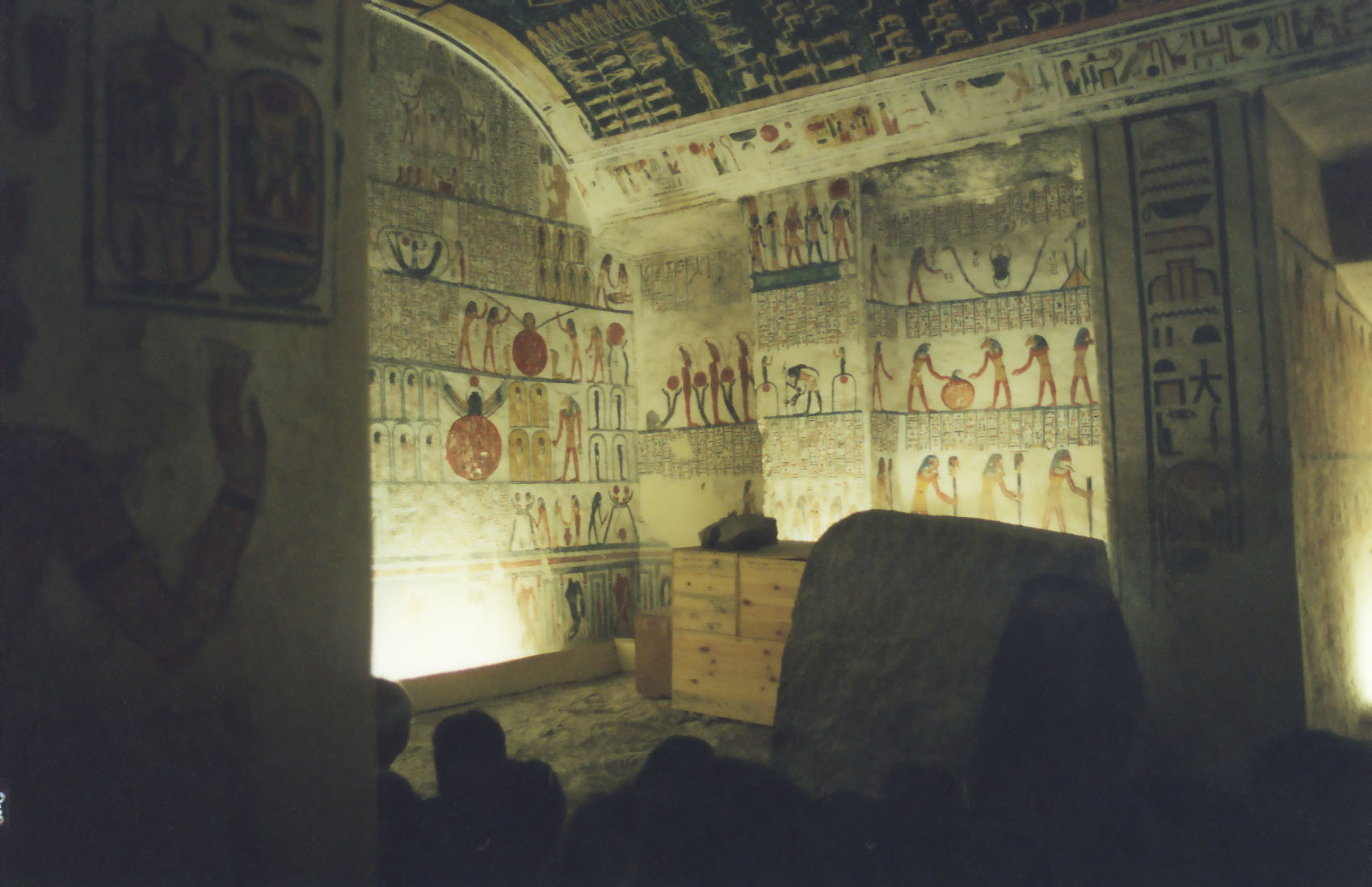
Décoration mystique du tombeau de Ramsès VI.

Dans L'Âne d'or, lors de son initiation à la prêtrise, Lucius est assimilé à l'astre solaire et descend dans le monde souterrain (une crypte du temple) pour en resurgir le lendemain matin acclamé par la foule des croyants. Cette vision du cosmos, telle qu'elle est présentée, correspond aux cadres de la pensée égyptienne. Peut-on alors imaginer une initiation des prêtres égyptiens durant la période pharaonique ? Pour la majorité des égyptologues, l'initiation telle qu'elle fut vécue dans les cultes isiaques en dehors d'Égypte n'est qu'une adaptation de la culture égyptienne au modèle des cultes à mystères grecs. Selon les tenants de cette hypothèse, les rituels initiatiques tels que les concevaient les grecs auraient été totalement inconnu des Égyptiens. La notion de passage d'un monde à l'autre est toutefois le fil conducteur de nombreux textes funéraires. L'entrée du mort dans le monde souterrain d'Osiris joue un grand rôle dans la pensée égyptienne. Plusieurs formules magiques du Livre des morts exposent ainsi des dialogues où le défunt doit exposer ses connaissances lors d'éprouvants dialogues. Le but visé est de convaincre des démons-gardiens afin de le laisser passer à travers les portails, les cavernes ou les buttes assurant la protection de la momie d'Osiris, obstacles créés par Anubis afin barrer la route des acolytes de Seth.
La question est alors de savoir si ces dialogues ne sont qu'une science livresque à l'usage unique des défunts ou s'ils ont aussi été mis en scène pour les vivants lors de cérémonials initiatiques en des lieux évoquant le royaume d'Osiris. Pour l'égyptologue allemand Jan Assmann il n'est pas aberrant d'imager que les Anciens Égyptiens aient acquis de leur vivant cette science de l'au-delà en vue de se préparer à la mort. On peut alors imaginer que le myste égyptien ait été conduit lors d'un voyage symbolique dans des salles souterraines décorées des illustrations des Livres de l'au-delà. Les cryptes des temples tardifs ont peut-être rempli cet office, de même pour de l’Osiréion d’Abydos ou de l’Édifice de Taharqa dans l'enceinte d'Amon-Rê de Karnak.